# Sophie Corbidge
Sophie Corbidge (1991) es una deportista neozelandesa que compite en triatlón. Ganó cuatro medallas en el Campeonato de Oceanía de Triatlón en los años 2015 y 2019.

## Palmarés internacional
| Campeonato de Oceanía | Campeonato de Oceanía           | Campeonato de Oceanía | Campeonato de Oceanía |
| Año                   | Lugar                           | Medalla               | Prueba                |
| --------------------- | ------------------------------- | --------------------- | --------------------- |
| 2015                  | Mount Maunganui (Nueva Zelanda) | Medalla de oro        | Relevo mixto          |
| 2015                  | Devonport (Australia)           | Medalla de bronce     | Individual            |
| 2019                  | Moreton Bay (Australia)         | Medalla de bronce     | Individual            |
| 2019                  | Devonport (Australia)           | Medalla de bronce     | Relevo mixto          |